# Legislaturperiode
Die Legislaturperiode (vom lateinisch lex, legis ‚Gesetz‘), Wahlperiode oder Gesetzgebungsperiode ist die Amtsperiode einer gesetzgebenden Volksvertretung (Parlament). Die maximale Dauer einer Legislaturperiode ist meist gesetzlich festgelegt, regelmäßig in Gesetzen von Verfassungsrang. Darüber hinaus besteht oft die Möglichkeit einer Verkürzung der Legislaturperiode durch deren vorzeitige Beendigung. Je nach Verfassung löst sich die Volksvertretung entweder selbst auf oder wird aufgelöst, woraufhin Neuwahlen ausgeschrieben werden.
In vielen demokratischen Staaten beträgt die Dauer einer Legislaturperiode vier oder fünf Jahre. Eine bedeutende Ausnahme stellen unter anderem die USA dar, deren Repräsentantenhaus alle zwei Jahre gewählt wird; das Gleiche gilt für die Unterhäuser der meisten US-Bundesstaaten. Der Senat wird hingegen alle zwei Jahre zu je einem Drittel gewählt, wobei die Amtszeit eines Senators sechs Jahre beträgt. In den Staatssenaten der Bundesstaaten erfolgt meist eine Wahl alle zwei Jahre, wobei jeweils eine Hälfte der Kammer neu gewählt wird und die Amtszeiten somit vier Jahre betragen.
Für den Fall, dass einzelne Abgeordnete während der Legislaturperiode aus der Volksvertretung ausscheiden (etwa durch Tod), haben sich unterschiedliche Regelungen herausgebildet:
- In Ländern mit Verhältniswahlrecht rückt meist der nächstgereihte Kandidat auf der Parteiliste ins Parlament vor
- In Ländern mit Mehrheitswahlrecht werden meist im Wahlkreis des ausgeschiedenen Abgeordneten Nachwahlen veranstaltet, der Sieger dieser Wahlen zieht ins Parlament ein

## Europäische Union
Das Europaparlament wird auf fünf Jahre gewählt.

## Bundesrepublik Deutschland
Im amtlichen Sprachgebrauch ist in Deutschland der Begriff „Legislaturperiode“ durch den Terminus „Wahlperiode“ mit der Weimarer Verfassung (Art. 27, 31, 35 und 40) abgelöst worden. Das Grundgesetz und auch der Deutsche Bundestag hielten immer am Begriff fest. Eine Wahlperiode dauert in den deutschen Parlamenten in der Regel vier oder fünf Jahre, wenn sie nicht durch vorzeitige Auflösung des Parlaments verkürzt wird.

### Bundestag
Für den Deutschen Bundestag ist in Art. 39 Abs. 1 und 2 des Grundgesetzes (GG) bestimmt:
„(1) Der Bundestag wird vorbehaltlich der nachfolgenden Bestimmungen auf vier Jahre gewählt. Seine Wahlperiode endet mit dem Zusammentritt eines neuen Bundestages. Die Neuwahl findet frühestens sechsundvierzig, spätestens achtundvierzig Monate nach Beginn der Wahlperiode statt. Im Falle einer Auflösung des Bundestages findet die Neuwahl innerhalb von sechzig Tagen statt.
(2) Der Bundestag tritt spätestens am dreißigsten Tage nach der Wahl zusammen.“
Durch diese Regelung, die auf dem 33. Gesetz zur Änderung des Grundgesetzes vom 23. August 1976 (BGBl. I S. 2381) beruht, wurde sichergestellt, dass es auf Bundesebene keine „parlamentslose“ Zeit mehr gibt. Auch mit der Auflösung des Bundestages ist – anders als nach klassischem Verfassungsrecht – keine sofortige Beendigung der Wahlperiode des Bundestages mehr verbunden. Die Auflösung stellt sich jetzt nur noch als Anordnung einer außerplanmäßigen Neuwahl dar. Durch diese Neuregelung ist auch der „Ständige Ausschuß des Bundestages“ entfallen, der nach Art. 45 GG in der bis zum 13. Dezember 1976 geltenden Fassung „die Rechte des Bundestages gegenüber der Bundesregierung zwischen zwei Wahlperioden zu wahren“ hatte.

### Landtage

#### Wechsel von vier auf fünf Jahre
In den deutschen Ländern beträgt die Dauer der Wahlperiode der Landesparlamente heute fünf Jahre. Lediglich in Bremen wird die Bürgerschaft für vier Jahre gewählt. In Hamburg wird nach einer Entscheidung vom 13. Februar 2013 die Bürgerschaft seit 2015 ebenfalls für fünf Jahre gewählt.
Noch zu Beginn der 1990er Jahre war eine Legislaturperiode von vier Jahren die Regel; auf fünf Jahre wurde seinerzeit nur in Nordrhein-Westfalen und im Saarland gewählt. Erstmals für fünf Jahre gewählt wurde das Landesparlament 1947 im Saarland, 1970 in Nordrhein-Westfalen, 1991 in Rheinland-Pfalz, 1994 in Brandenburg, Sachsen und Thüringen, 1996 in Baden-Württemberg, 1998 Bayern und Niedersachsen, 1999 in Berlin, 2000 in Schleswig-Holstein, 2003 in Hessen, 2006 in Mecklenburg-Vorpommern und Sachsen-Anhalt sowie 2015 in Hamburg.

#### Beginn der Wahlperiode
Die Vorschriften in den Landesverfassungen über den Zeitpunkt, wann die Wahlperiode beginnt, sind unterschiedlich und teilweise ungenau oder gar nicht formuliert. In den meisten Ländern beginnt die Wahlperiode mit dem ersten Zusammentritt des Landesparlaments und endet mit dem Zusammentritt des folgenden Landesparlamentes. In den Verfassungen Bremens und Hamburgs ist dies nicht oder nur teilweise explizit definiert. In Baden-Württemberg und Hessen beginnt die Wahlperiode mit dem Ende der vorherigen Wahlperiode, bei Auflösung des Landtags jedoch mit dem Tag der Neuwahl. In Nordrhein-Westfalen und Baden-Württemberg endet die Wahlperiode fünf Jahre nach ihrem Beginn. Im Saarland und in Sachsen endet die Wahlperiode auch im Falle einer Auflösung des Landtages mit dem Zusammentritt des neuen Landtages.

#### Zeitpunkt der Konstituierung
In acht Ländern muss das neue Landesparlament spätestens 30 Tage nach der Wahl zusammentreten. In Bayern beträgt diese Frist 22 Tage, in Rheinland-Pfalz 60 Tage, in Hamburg drei Wochen, in Berlin sechs Wochen. In Bremen muss die neue Bürgerschaft innerhalb eines Monats, in Baden-Württemberg der neue Landtag innerhalb von 16 Tagen nach dem Ende der Wahlperiode zusammentreten. In Hessen und Nordrhein-Westfalen treten die neuen Landtage keinesfalls vor Ende der (vorherigen) Wahlperiode erstmals zusammen, ansonsten aber innerhalb von 20 Tagen (NRW) oder 18 Tagen (Hessen) nach der Wahl. Würde der Termin in Hessen auf einen Sonntag fallen, dann verschiebt er sich auf den übernächsten Werktag.

#### Zeitpunkt der regulären Neuwahl
Die Wahl eines neuen Landesparlaments erfolgt in Berlin und Niedersachsen 56–59, in Sachsen-Anhalt, Mecklenburg-Vorpommern und Brandenburg 57–59, in Thüringen 57–61, in Schleswig-Holstein und Rheinland-Pfalz 58–60 Monate nach Beginn der Wahlperiode, in Bayern hingegen 59–62 Monate nach der vorangegangenen Wahl. In Nordrhein-Westfalen erfolgt die Wahl des folgenden Landesparlaments im letzten Vierteljahr, in Bremen im letzten Monat der Wahlperiode. In Baden-Württemberg, Hessen und Sachsen muss die Wahl lediglich vor dem Ende der (vorherigen) Wahlperiode stattfinden.
Bei einer Auflösung des Landesparlamentes erfolgt die Neuwahl in den meisten Ländern innerhalb 60 oder 70 Tagen, in Niedersachsen binnen zwei Monaten, in Berlin innerhalb acht Wochen. In einigen Verfassungen ist explizit genannt, dass die Frist ab Beschluss, Auflösung bzw. Volksabstimmung läuft. In Rheinland-Pfalz und Bayern erfolgt die Neuwahl am 6. Sonntag nach Auflösung (oder auch Abberufung in Bayern). In Mecklenburg-Vorpommern schließt die Verfassung eine Neuwahl vor dem 60. Tag nach der Auflösung aus, die Neuwahl erfolgt 60–90 Tage nach Auflösung des Landtages.

### Verlängerung der Wahlperioden und Wahltermine
Im Zusammenhang mit dem Problem des Dauerwahlkampfes wird regelmäßig auch die Verlängerung von Wahlperioden und die Harmonisierung der Wahltermine aller Bundesländer diskutiert, um die Zeitfenster für Sachpolitik zu verlängern. Vorteilhaft wäre neben dem dann vom Wahlkampf unbeeinflussten Arbeiten des Parlamentes und der Regierung sowie der Konzentration auf Sachthemen auch eine Entlastung der öffentlichen Haushalte, da es seltener zu Wahlen und damit verbundenen Kosten käme. Nachteilig wird von einigen Verfassungsrechtlern eine Entpolitisierung bzw. Ent-demokratisierung der Bevölkerung angeführt, wenn nicht gleichzeitig plebiszitäre Elemente wie Volksbegehren und Volksabstimmungen eingeführt würden, wie dies in den meisten Landesverfassungen gegeben ist.

### Bundesrat
Für den deutschen Bundesrat gibt es keine Wahlperiode. Der Bundesrat besteht aus Mitgliedern der Landesregierungen, die sie bestellen und abberufen (Art. 51 Abs. 1 GG). Der Bundesratspräsident als Vorsitzender wird jährlich nach einem festgelegten Turnus gewählt.

### Kommunen
Mit dem Begriff „Wahlperiode“ wird in Deutschland ebenfalls die Amtszeit kommunaler Vertretungen bezeichnet. So wird er von den Gemeinde- und Landkreisordnungen der Länder Brandenburg (BbgKVerf), Bremen (VerfBrhv für Bremerhaven), Mecklenburg-Vorpommern (KV M-V), Niedersachsen (NKomVG), Nordrhein-Westfalen (GO NRW, KrO NRW), Sachsen (SächsGemO, SächsLKrO) und Sachsen-Anhalt (KVG LSA) verwendet. Die Länder Bayern, Hessen, Rheinland-Pfalz und Schleswig-Holstein verwenden dafür den Begriff „Wahlzeit“, in Baden-Württemberg, dem Saarland und Thüringen heißt es offiziell „Amtszeit“. Die Dauer der Wahlperioden beträgt je nach Land zwischen vier und sechs Jahren.

## Österreich
Im amtlichen Sprachgebrauch wird in Österreich der Begriff „Gesetzgebungsperiode“ verwendet.

### Nationalrat
Für den österreichischen Nationalrat bestimmen Art. 27 Abs. 1 und 2 Bundes-Verfassungsgesetz (B-VG):
„(1) Die Gesetzgebungsperiode des Nationalrates dauert fünf Jahre, vom Tag seines ersten Zusammentrittes an gerechnet, jedenfalls aber bis zu dem Tag, an dem der neue Nationalrat zusammentritt. (2) Der neu gewählte Nationalrat ist vom Bundespräsidenten längstens innerhalb dreißig Tagen nach der Wahl einzuberufen. Diese ist von der Bundesregierung so anzuordnen, dass der neu gewählte Nationalrat am Tag nach dem Ablauf des fünften Jahres der Gesetzgebungsperiode zusammentreten kann.“
Bis ins Jahr 2007 betrug die Legislaturperiode im Nationalrat 4 Jahre. Am 29. September 2024 fand die Wahl zur XXVIII. Gesetzgebungsperiode statt.

### Landtage
Die einzelnen Landtage haben meist eine fünfjährige Wahlperiode. Einzige Ausnahme ist der Oberösterreichische Landtag, der alle sechs Jahre gewählt wird.

### Gemeinderäte
Für die Wahl der Gemeinderäte besteht in den meisten Bundesländern eine fünfjährige Wahlperiode. Lediglich die Kärntner, Tiroler und oberösterreichischen Gemeinderäte werden nur alle sechs Jahre gewählt.

### Bundesrat
Für den österreichischen Bundesrat gibt es keine Wahlperiode. Der Bundesrat besteht aus Delegierten der Landtage, die diesen jedoch nicht angehören müssen (Art. 35 Abs. 1 und 2 B-VG).

## Schweiz

### Bundesversammlung
Die vierjährigen Legislaturperioden der Bundesversammlung sind streng genommen diejenigen des Nationalrates. Art. 149 Abs. 2 der Bundesverfassung (BV) bestimmt in Bezug auf diesen: „Alle vier Jahre findet eine Gesamterneuerung statt.“ Die Gesamterneuerungswahl des Nationalrates findet am zweitletzten Sonntag im Oktober statt (Art. 19 Bundesgesetz über die politischen Rechte, BPR), worauf die erste Session der neuen Legislaturperiode mit der Konstituierung des neuen Rates am siebenten Montag nach der Wahl, also frühestens am 30. November und spätestens am 6. Dezember beginnt (Art. 53 BPR). In dieser Session findet die Gesamterneuerungswahl des Bundesrates für eine Amtsdauer von vier Jahren (beginnend am 1. Januar des folgenden Jahres) statt (Art. 175 BV und Art. 132 Parlamentsgesetz, ParlG); in der Praxis in der Regel am Mittwoch der zweiten Sessionswoche. 
Der Ständerat kennt keine bundesrechtlich geregelte Legislaturperiode, da die Amtsdauer für die Mitglieder des Ständerates durch die Kantone festgelegt wird (Art. 145 und Art. 150 Abs. 3 BV). Faktisch haben sich allerdings die Amtsdauern und auch die Arbeitsweise des Ständerates stark dem Nationalrat angeglichen: In allen Kantonen erfolgt die Wahl der Mitglieder des Ständerates für eine Amtsdauer von vier Jahren und, mit Ausnahme des Kantons Appenzell Innerrhoden, gleichzeitig mit der Nationalratswahl, wobei in den meisten Kantonen Majorzwahlen stattfinden, was anders als bei der Proporzwahl des Nationalrates häufig zu zweiten Wahlgängen führt.
Die beiden Kammern der Bundesversammlung können während der Amtsdauer nicht aufgelöst werden, weder auf eigenen Beschluss noch auf Beschluss eines anderen Bundesorgans. Möglich ist eine vorzeitige Neuwahl einzig, wenn eine Volksinitiative für eine Totalrevision der Bundesverfassung angenommen wird oder wenn das Volk im Falle einer Uneinigkeit der beiden Räte über die Durchführung einer Totalrevision dieser zustimmt (Art. 193 BV). In der Praxis kam es noch nie zur Anwendung dieser Bestimmung. In keinem Fall kann es eine parlamentslose Zeit geben: Der Ständerat kennt keine Legislaturperiode und keine neue Konstituierung; die Amtsperiode des Nationalrates endet mit der Konstituierung des neuen Rates (Art. 57 BPR). Im Zeitraum zwischen der Gesamterneuerungswahl des Nationalrats und der Konstituierung des neu gewählten Rates bleibt der „alte“ Nationalrat im Amt. 
Von 1848 bis 1931 dauerten die Legislaturperioden drei Jahre. Die Bundesbeschlüsse zur Änderung der entsprechenden Verfassungsartikel für eine Amtsdauer von vier Jahren wurde am 15. März 1931 in einer Volksabstimmung relativ knapp angenommen. Nach der Einführung des Proporzwahlrechts fand ausnahmsweise nach zwei Jahren bereits wieder eine Nationalratswahl statt, also 1917 und 1919.
Während in einer parlamentarischen Demokratie (z. B. in Deutschland) am Ende einer Legislaturperiode die nicht abgeschlossenen Beratungsgegenstände in der Regel als erledigt gelten und gegebenenfalls in der neuen Legislaturperiode neu eingebracht werden müssen, ist der Bundesversammlung dieses Diskontinuitätsprinzip fremd: Ein begonnenes und noch nicht abgeschlossenes Verfahren wird über zwei oder auch mehrere Legislaturperioden weitergeführt. 

Die schweizerische Form der Legislaturperiode ist ein Element des schweizerischen politischen Systems: Es gibt weder ein Misstrauensvotum noch eine Vertrauensfrage und folglich keine gegenseitige Abhängigkeit zwischen der Regierung und einer konstanten Parlamentsmehrheit, welche in der Regel die Regierung stützt. Vielmehr bilden sich von Thema zu Thema wechselnde Parlamentsmehrheiten (z. B. Mitte-Linke contra Rechte oder Mitte-Rechte contra Linke). Änderungen in der Zusammensetzung des Parlaments am Ende einer Legislaturperiode können zwar durchaus bei einem einzelnen noch hängigen Gesetzgebungsvorhaben zu anderen Resultaten führen, andere Vorhaben werden dadurch aber häufig nicht beeinflusst.

### Kantons- und Gemeindeparlamente
Die Wahlperioden der Kantonsparlamente und Gemeinderäte betragen in den meisten Fällen ebenfalls vier Jahre. Im Kanton Freiburg wird der Grosse Rat alle fünf Jahre erneuert. Anlässlich der Totalrevision ihrer Kantonsverfassung haben einzelne Kantone zu einer Amtsdauer von fünf Jahren gewechselt (Waadt 2003, Genf 2012.) In anderen Kantonen wurde eine Änderung diskutiert, jedoch nicht weiterverfolgt.
Im Gegensatz zu Deutschland, wo ein Regierungswechsel auf Landesebene auch Auswirkungen auf die Bundespolitik hat – die Zusammensetzung des (deutschen) Bundesrates ändert sich –, ist dies in der Schweiz nicht der Fall. Es wird zwar versucht, aus kantonalen Wahlergebnissen auf einen politischen Gesamttrend im Land zu schließen. Tatsächlich aber befindet sich die Schweiz ständig in einer Art Wahlkampf, da durchschnittlich alle drei Monate Volksabstimmungen auf Bundes-, Kantons- und Gemeindeebene angesetzt sind, die mit entsprechenden Parolen der Parteien unterstützt werden.

## Vereinigtes Königreich von Großbritannien und Nordirland

### Unterhaus (House of Commons)
Für das House of Commons (Unterhaus) bestimmt Art. 7 des Parlamentsgesetzes von 1911 (Parliament Act 1911), dass die maximale Dauer der Wahlperiode fünf Jahre beträgt. Zuvor war diese unbestimmt und hing vom Gutdünken des Monarchen (At His Majesty’s pleasure) ab. Dabei konnte traditionell ein Premierminister den Monarchen zu einem für ihn günstigen Zeitpunkt um Auflösung des Parlaments für Neuwahlen bitten. Mit dem Fixed-term Parliaments Act 2011 wurde die Legislaturperiode des Parlaments erstmals in der britischen Geschichte gesetzlich auf fünf Jahre festgelegt. Die konservative Regierung von Boris Johnson kündigte die Aufhebung dieses Gesetzes und die Rückkehr zu flexiblen Wahlperioden des Unterhauses an, was mit dem Dissolution and Calling of Parliament Act 2022 im März 2022 beschlossen wurde.
Zu unterscheiden von der Wahlperiode, nach der Neuwahlen erfolgen, ist im angelsächsischen Westminster-System die Sitzungsperiode, die meist jährlich neu beginnt. Sie wird eröffnet durch die Thronrede des Monarchen (Parlamentseröffnung) und beendet durch die Prorogation. In der dazwischenliegenden, teils mehrmonatigen Sitzungspause kann das Parlament nicht selbstständig zusammentreten. Dabei hat der Monarch verfassungsrechtlich weite Spielräume.

### Oberhaus (House of Lords)
Für das House of Lords (Oberhaus) gibt es keine Wahlperiode. Es besteht aus Mitgliedern, die ihr Mandat teils kraft Erbfolge, teils kraft Ernennung jeweils auf Lebenszeit erlangt haben.

## Irland

### Unterhaus (Dáil Éireann)
In Irland beträgt die Legislaturperiode des Unterhauses, des Dáil Éireann, maximal fünf Jahre.

### Oberhaus (Seanad Éireann)
Die Mitglieder des Oberhauses, des Senats (Seanad Éireann), werden nicht vom Volk gewählt, sondern teils vom Premierminister (Taoiseach) ernannt, teils von verschiedenen Gremien gewählt. Diese Ernennungen bzw. Wahlen müssen immer innerhalb von 90 Tagen nach der Wahl des Dail Éireann stattfinden.

## Italien

### Abgeordnetenkammer (Camera dei Deputati)
Die Abgeordnetenkammer wird für fünf Jahre gewählt (Art. 60 S. 1 der Verfassung der Italienischen Republik).

### Senat der Republik (Senato della Repùbblica)
Der Senat der Republik wird für fünf Jahre gewählt (Art. 60 S. 1 der Verfassung der Italienischen Republik).

## Spanien

### Abgeordnetenkongress (Congreso de los Diputados)
Der Abgeordnetenkongress wird für vier Jahre gewählt (Art. 68 Abs. 4 S. 1 der Spanischen Verfassung (Constitución Española – CE)).

### Senat (Senado)
Der Senat wird für vier Jahre gewählt (Art. 69 Abs. 6 S. 1 CE).

## Vereinigte Staaten von Amerika

### Repräsentantenhaus
In den Vereinigten Staaten von Amerika beginnt die Wahlperiode des Repräsentantenhauses des Kongresses am 3. Januar eines jeden ungeraden Jahres. Das feste Datum rührt daher, dass die Wahl des Repräsentantenhauses gesetzlich immer an dem Dienstag eines jeden geraden Jahres stattfindet, der sich zwischen dem 2. und dem 8. November befindet. Außerdem ist eine vorzeitige Auflösung des Kongresses gemäß der US-amerikanischen Bundesverfassung nicht möglich. Die Wahlperiode des Repräsentantenhauses dauert genau zwei Jahre bis zum ersten Tag der nächsten Wahlperiode.
Scheidet ein Mitglied des Repräsentantenhauses vorzeitig aus, findet eine Nachwahl statt.

### Senat
Die Wahlperiode des Senats beginnt genauso wie beim Repräsentantenhaus immer am 3. Januar eines ungeraden Jahres. Wahltermin ist auch immer der Dienstag zwischen dem 2. und 8. November. Das Besondere ist, dass die Amtszeit der einzelnen Senatoren jeweils sechs Jahre beträgt und alle zwei Jahre immer 1/3 der Senatoren neu gewählt wird. Scheidet ein Senator vorzeitig aus, so wird in der Mehrzahl der Bundesstaaten vom Gouverneur des entsendenden Bundesstaates für den Rest der Amtsperiode ein nachrückender Senator bestimmt. In einigen Staaten findet außerdem oder stattdessen eine vorzeitige Nachwahl statt.

## Japan
Anders als z. B. beim US-Kongress, wo die Mitglieder der beiden Kammern zwar unterschiedlich lange Amtsperioden haben, aber die (Teil-)Wahlen zu beiden Kammern und eine Reihe von subnationalen Wahlen alle zwei Jahre regelmäßig gleichzeitig stattfinden, sind in Japan in der Nationalversammlung die Wahlperioden von Repräsentantenhaus (variabel, da auflösbar, maximal und selten vier Jahre) und Senat (fest alle drei Jahre die Hälfte der Mitglieder für sechsjährige Amtszeiten) völlig voneinander unabhängig; eine einheitliche Wahlperiode des nationalen Parlaments existiert in diesem Sinne nicht. Bisher nur zweimal, 1980 und 1986, fielen in Japan die allgemeinen Repräsentantenhauswahlen und die Teilwahlen zum Senat auf denselben Tag, darüber hinaus fanden sie zweimal, 1947 und 1953, innerhalb von einer Woche statt. In jüngerer Zeit führte dies mehrfach zu Perioden mit verschiedenen Mehrheiten in beiden Kammern. Historisch hatten auch die beiden Kammern des Reichstags 1890–1947 unabhängige Wahlperioden: das Abgeordnetenhaus wie heute (nur im Pazifikkrieg auf fünf Jahre verlängert), im Herrenhaus hatten die gewählten Mitglieder eine feste siebenjährige Wahlperiode (die Mehrheit war aber aufgrund von Adelsrang automatisch Mitglied oder auf Lebenszeit ernannt).
In den Präfekturen und Gemeinden Japans sind die Parlamente zwar Einkammerparlamente; aber im Gegensatz zum parlamentarischen Regierungssystem auf nationaler Ebene besteht dort ein Präsidialsystem mit direkt gewählten Gouverneuren und Bürgermeistern. Jeder Gouverneur und jedes Parlament jeder Präfektur, ebenso jeder Bürgermeister und jedes Parlament jeder Gemeinde hat eine zwar grundsätzlich vierjährige, aber völlig eigenständige Wahlperiode, die sich nach Recall, Misstrauensvotum, Selbstauflösung, Tod etc. ändern kann und danach nicht mehr automatisch an andere Wahlzyklen z. B. der jeweiligen Präfektur oder Gemeinde angepasst wird. Obwohl im April 1947 bei den 1. einheitlichen Regionalwahlen zunächst alle Wahlen in damals 46 Präfekturen und deren Gemeinden gleichzeitig stattfanden, verteilen sich daher heute (Stand: April 2014) 36 der 47 Gouverneurswahlen, sechs der 47 Präfekturparlamentswahlen, knapp drei Viertel der 1.741 Bürgermeister- und mehr als die Hälfte der 1.741 Kommunalparlamentswahlen auf weitgehend uneinheitliche Wahltermine in allen vier Jahren zwischen den „einheitlichen“ Regionalwahlen, jeweils über alle Monate im Jahr (mit gewissen Häufungen an einigen Terminen und selten Anfang Januar).